# Селектрон
Селектрон е вид електронна лампа, най-ранна форма на компютърна памет. Този вид електронна лампа е дело на Ян А. Райчман. Около 200 256-битови селектрона са произведени в началото на 50-те години на XX век. 256-битовата система с по-малък капацитет е конструирана по подобен начин, но е построена по-скоро планарно, отколкото цилиндрична, което води до още по-голяма електронна лампа. Описан като селективна електростатична памет за съхранение, той съхранява множество бита с две състояния, които могат да бъдат избрани, записани и прочетени чрез двустепенни управляващи напрежения, приложени към вътрешни електроди. Паметта е изцяло статична и не изисква опреснителна активност след четене или по време на дълги периоди на бездействие.
- Селектрон
- Времедиаграми на Селектрон